# Ceresara
Ceresara é uma comuna italiana da região da Lombardia, província de Mântua, com cerca de 2.462 habitantes. Estende-se por uma área de 37 km², tendo uma densidade populacional de 67 hab/km². Faz fronteira com Casaloldo, Castel Goffredo, Gazoldo degli Ippoliti, Goito, Guidizzolo, Medole, Piubega, Rodigo.

## Demografia
| Variação demográfica do município entre 1861 e 2011                               |
|                                                                                   |
| Fonte: Istituto Nazionale di Statistica (ISTAT) - Elaboração gráfica da Wikipedia |